# Jos Van Aperen
Jozef (Jos) Juul Van Aperen (Hoogstraten, 12 december 1920 - aldaar, 4 juni 1987) was een Belgisch ondernemer en liberaal politicus voor de PVV en vervolgens de lokale partij KGB. 

## Levensloop
Van Aperen groeide op als tweede kind in het gezin van de uitbater van een vervoershandel. Enkele weken oud verhuisde hij met zijn gezin naar Meer. Hij vatte later zijn humaniora aan in het Sint-Gabriëlcollege te Boechout, maar maakte deze studies niet af. Bij het uitbreken van de Tweede Wereldoorlog moest hij in het leger en nam daarbij deel aan de Achttiendaagse Veldtocht, waarna hij krijgsgevangen werd genomen. Hij kon evenwel ontsnappen. Vervolgens trad hij in het huwelijk, waaruit 1 kind voortkwam. Beroepshalve was Van Aperen eerst actief in het vervoersbedrijf van zijn vader, later richtte hij een conservenfabriek op. Ook was hij commissionair bij de Veiling van Hoogstraten. 
Op 28 mei 1965 werd hij Antwerps provincieraadslid voor de PVV namens het provinciedistrict Turnhout. Bij de gemeenteraadsverkiezingen van 1970 kwam hij op met zijn lokale kieslijst 'Kristelijke Gemeentebelangen' (KGB). Deze partij behaalde daarbij een absolute meerderheid en Van Aperen werd aangesteld als burgemeester. Hij volgde in deze hoedanigheid Henri Brosens op. Hij oefende dit mandaat uit tot 30 juni 1977 (dit doordat de verkiezingen van 1976 moesten worden overgedaan door onregelmatigheden). Bij de verkiezingen van 1977 werd zijn partij verwezen naar de oppositie, waarna Van Aperen als burgemeester werd opgevolgd door Alfons Sprangers. Na de gemeenteraadsverkiezingen van 1982 vormde de KGB een coalitie met FusieBelangen (FB) en nam Van Aperen de burgemeesterssjerp opnieuw over. Hij oefende het bijhorende mandaat uit tot aan zijn dood in 1987 en werd in deze hoedanigheid opgevolgd door partijgenoot Fons Jansen.
Van Aperen was een tijdlang actief als voetballer bij FC Meer, als kruisboogschutter en duivenmelker. Later werd hij actief in de beheerraad van De Blauwe Duif en Hoogstraten VV.
Zijn zoon Roger - evenals zijn neven Arnold, Julien en Marc - werd eveneens politiek actief.